# Daniel Gogny
Pour les articles homonymes, voir Gogny.
Daniel Marc Gogny est un physicien français spécialiste de la physique nucléaire et de l'électromagnétisme, né le 20 juin 1938 et mort le 25 mai 2015 aux États-Unis.
En physique nucléaire il est connu pour la « force de Gogny » (1973) décrivant un potentiel nucléaire de type Hartree-Fock-Bogolioubov.

## Biographie
Daniel Gogny fait ses études supérieures à la faculté des sciences de Paris sous la direction de Louis de Broglie. Ce dernier le dirige vers le CEA/DAM à Limeil dans le service de mathématiques appliquées en 1962. Dès l'année suivante il est affecté à l'Institut de physique nucléaire d'Orsay où il va jeter les bases d'une méthode de calcul du potentiel effectif nucléon-nucléon qu'il améliorera par la suite à partir de 1973 au service de physique nucléaire du centre de Bruyères-le-Châtel. Ce potentiel est aujourd'hui largement utilisé pour le calcul des propriétés spectroscopiques des noyaux,.
À partir de 1986, il s'intéresse aux problèmes d'électromagnétisme pour la furtivité. Il sera nommé au Centre d'études scientifiques et techniques d'Aquitaine en 1988 pour traiter de ces problèmes, en particulier les matériaux chiraux.
En 1995, il revient au CEA de Bruyères-le-Châtel puis il rejoint le Lawrence Livermore National Laboratory au titre de représentant du CEA. Il y étudie les problèmes de fission. En 1998 il est chargé de voir la possibilité de créer une collaboration avec le laboratoire national Lawrence Livermore. Cette tentative sera concrétisée en 2000 par l'« Accord Basic Science » entre le CEA et la National Nuclear Security Administration (NNSA).
Après sa retraite en 2004, il reste à Livermore comme consultant.

## Distinctions
- Prix Joliot-Curie de la Société française de physique en 1986.
- Chevalier dans l’Ordre des Palmes Académiques en 1996.
- Prix Lazare Carnot de l'Académie des sciences en 1999.

## Ouvrages
- (en) Daniel Gogny et Pierre-Louis Lions, « Hartree-Fock theory in nuclear physics », Modélisation mathématique et analyse numérique, t. 20, no 4,‎ 1986 (lire en ligne)
- (en) Walid Younes, Daniel Gogny et Jean-François Berger, A Microscopic Theory of Fission Dynamics Based on the Generator Coordinate Method, Springer, 2019 (ISBN 978-3030044220)